# Spaadommen
Spaadommen er en amerikansk stumfilm fra 1918 af Raymond B. West.

## Medvirkende
- Bessie Barriscale - Thisbe Lorraine
- George Fisher - Le Saint Hammond
- Edward Coxen - Ernst Faber
- Aggie Herring - Tea Cup Ann
- Margaret Livingston